# Arboretum del Oued Cherrate
El Arboretum del Oued Cherrate (en francés Arboretum de l’Oued Cherrate), es el mayor Arboretum de los 40 que hay en Marruecos.

## Localización
Se encuentra en la región de Bouznika a unos 35 km al sur de Rabat.
- Teléfono: 212 777 4093

## Historia
El Arboretum del oued Cherrate fue creado en 1947 en una zona reforestada en donde comenzaron las primeras plantaciones en 1933. 

## Colecciones
En su recinto alberga varias colecciones de especies arbóreas entre las que se incluyen:
- Agathis,
- Araucaria (5 spp.),
- Callitris,
- Cupressus (11 spp),
- Juniperus,
- Pinus (27 spp.),
- Acacia (43 spp.),
- Albizzia (4 spp.),
- Bauhinia (2 spp.),
- Callistemon (4 spp),
- Casuarina (6 spp.),
- Fraxinus (2 spp.),
- Melaleuca (3 spp.),
- Populus (4 spp.),
- Prosopis (8 spp.),
- Quercus (6 spp.),
- Eucalyptus(147 spp.), de las especies que parecían ser las más interesantes para la repoblación en Marruecos. Se efectuaron numerosas plantaciones experimentales in situ de estas a través de todo el país.